# 落川駅
落川駅（ラクチョンえき、락천역）は、朝鮮民主主義人民共和国（北朝鮮）江原道洗浦郡に位置する朝鮮民主主義人民共和国鉄道省江原線の駅である。

## 歴史
- 1914年8月16日：三防駅として開業[2]。
- 日時不明：落川駅に改称。